# Рогатка (Курская область)
Рога́тка — хутор в Касторенском районе Курской области России. Входит в состав Ореховского сельсовета.

## География
Хутор находится в восточной части Курской области, в лесостепной зоне, в пределах юго-западной части Среднерусской возвышенности, на правом берегу реки Ведуга, на расстоянии примерно 18 км (по прямой) к востоку-северо-востоку (ENE) от посёлка городского типа Касторное, административного центра района. Абсолютная высота — 156 м над уровнем моря.
Климат
Климат характеризуется как умеренный, со среднегодовой температурой воздуха +5,1 °C и среднегодовым количеством осадков 547 мм.
Часовой пояс
Хутор Рогатка, как и вся Курская область, находится в часовой зоне МСК (московское время). Смещение применяемого времени относительно UTC составляет +3:00.

## Население
| 2002 | 2010 |
| ---- | ---- |
| 25   | ↘16  |

Гендерный состав
По данным Всероссийской переписи населения 2010 года, в гендерной структуре населения женщины составляли 37,5 %, женщины — соответственно 62,5 %.
Национальный состав
Согласно результатам переписи 2002 года, в национальной структуре населения русские составляли 100 % из 25 чел.

## Улицы
Уличная сеть хутора состоит из одной улицы (ул. Заречная).